# 한림디자인고등학교
한림디자인고등학교(韓林디자인高等學校)는 대한민국 충청북도 충주시 교현동에 있는 사립 고등학교이다.

## 학교 연혁
- 1961년 12월 30일 : 학교법인 한림학원 설립인가(설립자 임병구 선생)
- 1962년 3월 17일 : 충주공업고등학교 설립인가
- 1962년 4월 16일 : 제1대 김영호 교장 취임
- 1962년 5월 5일 : 개교
- 1966년 3월 16일 : 학칙변경(충주공업고등학교를 충주여자상업고등학교로 개칭)
- 1976년 8월 1일 : 충주여자상업고등학교와 충주북여자중학교 분리 운영
- 1978년 2월 28일 : 충주여자상업고등학교 산업체 특별학급 설치(교육법 107의 4조)
- 1987년 9월 17일 : 학급증설 인가(전 27학급)
- 2006년 2월 29일 : 산업체 특별학급 폐지
- 2008년 7월 19일 : 제6대 임승규 이사장 취임
- 2010년 3월 1일 : 한림디자인고등학교로 교명 변경
- 2011년 6월 30일 : 본관(동민관) 개축 준공
- 2022년 3월 1일 : 제9대 조용복 교장 취임
- 2025년 1월 10일 : 제56회(통산 59회)졸업, 졸업생 150명(졸업생 총 20,165명)
- 2025년 3월 1일 : 제10대 민병군 교장 취임

## 설치 학과
- 뷰티디자인과
- 시각디자인과
- 패션디자인과
- 경영회계과
- 조형디자인과

## 참고 자료
- 한림디자인고등학교 - 한국교육학술정보원 학교알리미